# Entephria contestata
Entephria contestata is een vlinder uit de familie spanners (Geometridae). De wetenschappelijke naam is voor het eerst geldig gepubliceerd in 1913 door Vorbrodt & Muller-Rutz.
De soort komt voor in Europa.